# モラビト

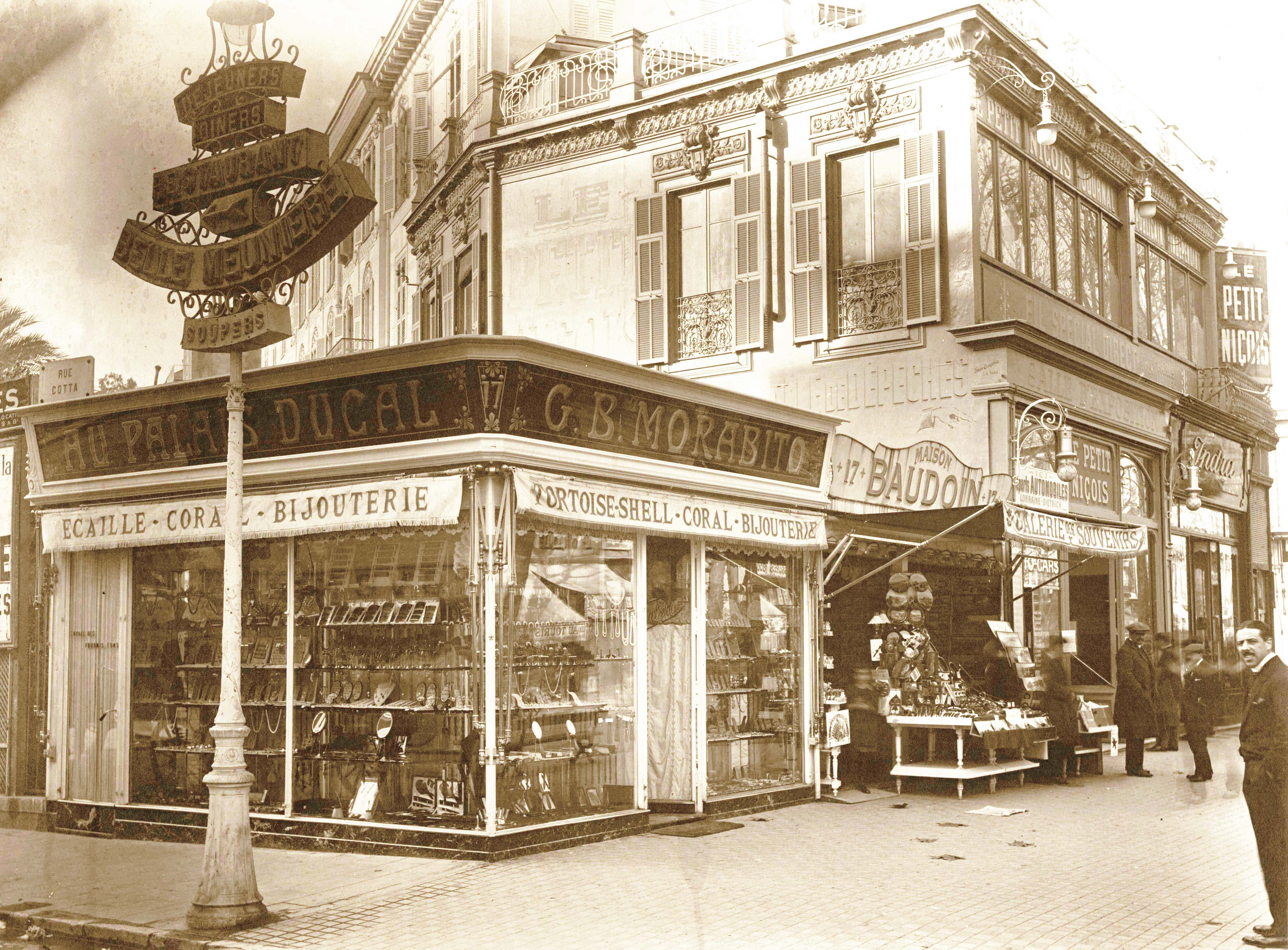
1905年、創業時のニースのブティック

モラビト（MORABITO）は、フランスの老舗最高級バッグブランド。1905年、宝飾職人だったジャン・バティスト・モラビト（Jean Baptiste MORABITO）がフランス・ニースで創業。宝飾のエレガンスを活かした上品なバッグを、最高級の素材を使い作り続け、世界各国の王侯貴族をはじめとするVIPが顧客リストに名を連ねる。

## 哲学
創業者ジャン・バティスト・モラビトの哲学は、「贅沢は特別なことではありません、特別なことが贅沢なのです」。独創的で耽美主義者のジャン・バティストは、最高の素材を使いながらエレガントで美しいユニークな作品を創ることに生涯こだわり続け、モラビトはそのフィロソフィーを今も守り、シックでエレガントなバッグを創り続けている。

## こだわり
宝飾細工の技術と発想を活かし、創意と工夫を重ねながら、クロコダイルやカーフに見られる伝統美と確かな品質を守り、職人の手により、一つ一つ丹念に手作りで、常に新しい素材とデザインを創造していくことを精神としている。いまもパリのアトリエで、熟練した職人たちがハンドメイドの 卓越した技術と伝統のヘリテージを大切に受け継いでいる。
世界中のVIPに愛用されているブランドであるが、他のブランドと異なり広告を一切行わないことから一般的な知名度は極端に低い。

## 歴史
1885年 - 創業者ジャン･バティスト･モラビト(Jean Baptiste MORABITO)が、1885年11月28日ナポリに生まれる。ローマで宝飾職人として修行をつむ。
1905年 - 南仏のニースで宝飾品細工とトランク製造の看板を掲げ、初のアトリエ兼ブティックを構える。当時のフランス社交界で女性が持つバッグに初めてべっ甲を使用したり、初めてカットビーズのイブニングバッグを発表するなど、多様な素材を巧みに扱う確かな技術は高い信頼を得、コート・ダジュールでヴァカンスを過ごすヨーロッパのハイソサエティの人々をたちまち魅了した。
1912年 - 当時としては画期的な素材であったクロコダイルを使用したバッグや、初めてダイヤモンドを口金にあしらったバッグも発表。
1921年 - パリのサントノーレ通りにブティックとアトリエを開き、皮革製品、ジュエリー、トランク類、得意とする金銀細工の創作品などのコレクションを発表。
1930年代 - 第二次世界大戦前には口金に繊細な彫塑を施したり、宝石をちりばめたサテン地のストラップバッグを発表。カクテルパーティで女性が両手を自由に使えるよう持ち手を長くした。
1947年 - フレグランス”MORABITO　No.7”を発表。ジャン・バティスト・モラビトの友人でもあったルネ・ラリックの工房で製作された、ブランドのアイコンの一つでもある亀をデザインしたフレグランス・ボトルが誕生。
1957年 - ジュエラーが軒を連ねるヴァンドーム広場1番地に本店を移転。
1958年  - マリリン・モンローのオーダーで、バニティケースのようなタウン・旅行兼用で化粧品が入るボックスタイプのバッグを製作。旅を連想させるパリの駅「オルセー」と名づけられたこのモデルは現在も多くの人々に愛される。
1961年 - オペラ界のプリマドンナ、マリア・カラスがバッグをオーダー。カラスの希望により、このモデルのハンドルは少し長めで竪琴のように湾曲し、金具のデザインは彼女のお守りがモチーフ。カラスの代表作である「トラヴィアータ（Traviata/椿姫）」と名づけられた小ぶりで上品なバッグは現在もベストセラーのひとつ。
1971年 - 昭和天皇・香淳皇后訪欧の際、コレクションが天皇夫妻に披露され、当時フランス大統領のジョルジュ・ポンピドゥーより香淳皇后にモラビトのクロコダイルバッグのヴァンドームとプリンセスが贈られる。
1996年 - ジョルジュ・サンク通り（8区）へブティックを移転。
2007年 - 本店ブティックをパリ創業の地、サントノーレ通りに移転。
2008年 - 7月14日革命記念日の式典にフランス大統領ニコラ・サルコジ夫人カーラ・ブルーニがモラビトのクロコダイルバッグ・ヴァンドームのアンティークを持ち出席。　又、日仏交流150周年を記念し、フランスのアトリエの職人と日本の京友禅吉川染匠の職人のコラボレーションによるバッグ「KÖSHI（＝格子）」を発表。京友禅とリザードのコンビネーションのバッグは、京都の町屋の格子戸に桜の花が舞いこむ図柄で製作。
2010年 - 11月28日創業者ジャン・バティスト・モラビトの生誕125周年記念式典。

## 代表的製品
モラビトの長い歴史のなか、熟練した職人たちによって受け継がれてきた、モラビトメソッドともいわれるハンドメイドの技術。パリのアトリエで、最高の素材をつかい、いまも職人がひとつひとつ丁寧につくりあげている。
特に、ヴァンドーム、オルセー、トラヴィアータ、の３つのシグニチャー・モデルは、シックでエレガントなパリを象徴し今も受け継がれる、モラビトの伝説的なバッグ。
Vendôme ヴァンドーム
半世紀にわたりモラビトが拠点を構えたヴァンドーム広場を格調高く呼び起こす。いつの時代にも決して褪せることのない非常に斬新なデザインで気品あるこのバッグは、ポンピドゥー大統領夫人から香淳皇后にも贈られた。
Orsay オルセー
当時顧客であったマリリン・モンローから寄せられた「旅行用にヴァニティケースとしても使えるバッグがほしい」との要望に応えて創られた、優美で機能的なボックスタイプのバッグ。旅に誘うパリの古い駅名オルセーと名づけられた。
Traviata トラヴィアータ
オペラ歌手マリア・カラスの注文によるモデルで、彼女の代表作であるオペラ「椿姫」から命名。古典音楽に敬意を表し、竪琴をモチーフに少し湾曲したハンドルをもつこの作品は、芸術的な美しさをたたえたとても優雅で気品あふれる、モラビトを代表するバッグの一つ。
Solferino ソルフェリーノ
ジャン・バティストのエレガンスとダンディズムを体現するソルフェリーノは、シンプルでありながら素材やフォルムにこだわりを持つ人のために作られたエレガントなビジネスバッグ。表にはカーフ（仔牛革）が使われ、ラムスキン（羊革）でライニングされた贅沢な作り。

## 特注限定
モラビトは今でも顧客のスペシャルオーダーの要望に応じたバッグやレザーグッズを、パリのアトリエで職人がひとつひとつ手作りで制作している。